# 史蒂夫·斯奎爾斯
史蒂芬·韋爾登·斯奎爾斯（英語：Steven Weldon Squyres，1956年1月9日—）是一名美國地質學家和行星科學家。他曾任康乃爾大學物理科學詹姆斯·A·威克斯教授。他的研究領域是行星科學，重點是太陽系中的大型固體天體，如陸行星和瓊屬行星的衛星。斯奎爾斯是火星探測漫遊者（MER）的首席研究員。
斯奎爾斯是2004年卡爾·薩根紀念獎和2009年卡爾·薩根行星科學卓越交流獎章的得主。斯奎爾斯也因其作為研究員和教授所取得的成就獲得2010年礦業獎章。他是獲得奧斯卡提名的電影剪輯師提姆·斯奎瑞斯的哥哥。
2019年9月13日，斯奎爾斯宣布將於2019年9月22日從康乃爾大學退休，轉而擔任航空航太製造商藍色起源公司的首席科學家。

## 早年生活和教育
斯奎爾斯在紐澤西州西南部的韋諾納長大，曾就讀於紐澤西州伍德伯里高地的蓋特威地區高中。
斯奎爾斯於1978年獲得康乃爾大學地質科學學士學位，1981年獲得康乃爾大學行星研究博士學位，並曾與卡爾·薩根密切合作。他是大學兄弟會Tau Kappa Epsilon（TKE）的成員。

## 職業生涯
斯奎爾斯在美國國家航空暨太空總署艾姆斯研究中心擔任五年的博士後助理和研究科學家，之後回到康乃爾大學任教。1987年，他獲得美國天文學會行星分會頒發的哈羅德·C·尤里獎。2007年，他被費城富蘭克林研究所授予班傑明·富蘭克林地球與環境科學獎章。

### NASA

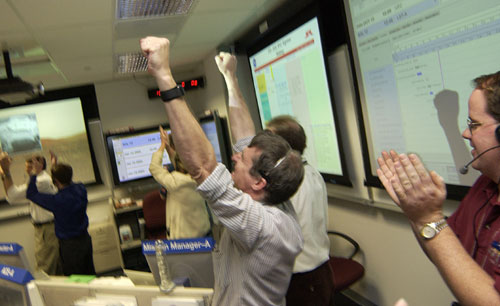
斯奎爾斯看到勇氣號離開著陸器後的反應，2004年1月

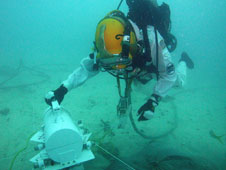
斯奎爾斯在NEEMO 15飛行任務中執行水下艙外活動任務，2011年10月

斯奎爾斯參與了美國太空總署的許多行星探索任務。1978年至1981年，他是前往木星和土星的航海家計畫任務的助手，參與影像資料的分析工作。隨後，他在麥哲倫金星任務和近地小行星會合任務中擔任雷達調查員。除了擔任火星探測漫遊者的首席研究員外，他還是2003年火星快車號和2005年火星偵察軌道衛星任務的共同研究員、火星奧德賽任務伽馬射線光譜儀飛行調查小組的成員，以及卡西尼號土星成像小組的成員。斯奎爾斯曾擔任NASA太空科學諮詢委員會主席和美國國家航空暨太空總署諮詢理事會（NAC）成員。2011年11月，NASA局長查爾斯·伯爾登任命斯奎爾斯為NAC主席，接替佛羅里達人類與機器認知研究所的創始人兼所長肯尼斯·福特（Kenneth Ford）。
2004年1月9日，ABC新聞將斯奎爾斯評為「本週風雲人物」，《ABC世界新聞》主播彼得·詹寧斯說他「讓我們所有人都興奮不已。」。斯奎爾斯也被《連線》雜誌授予2005年「連線科學狂熱獎」，以表彰他監督勇氣號和機遇號的創建工作。勇氣號和機遇號的創建時間比預期長13倍（1174天對90天）。
斯奎爾斯著有《漫遊火星：勇氣號、機會號和對紅色星球的探索》（Roving Mars: Spirit, Opportunity, and the Exploration of the Red Planet）一書，並在2006年6月7日播出的《科拜尔报告》節目中討論了這本書、火星和MER。迪士尼IMAX紀錄片《漫遊火星》就是根據這本書製作的。
2008年4月6日，斯奎爾斯接受了《60分鐘》的採訪。
蘇珊·甘布爾和邁克爾·韋尼恩為斯奎爾斯創作的肖像在美國國家肖像畫廊的「現在的美國人」展覽中展出，展覽時間為2010年8月20日至2011年7月10日。
2011年9月19日，NASA宣布斯奎爾斯將在2011年10月17日至30日的NEEMO 15海底探索任務中擔任寶瓶座號水下實驗室的太空人。由於暴風雨天氣和公海的影響，任務推遲到2011年10月20日才開始。10月21日下午，斯奎爾斯和他的船員在水下度過了24個多小時，正式成為水下太空人。10月26日，由於颶風麗娜的逼近，NEEMO 15提前結束。
斯奎爾斯在NEEMO 15結束後接受採訪時說：「我很願意繼續參與NEEMO，無論以何種身份。我很樂意回去做輔助潛水員。我認為他們所做的事情很酷，我很榮幸能成為其中的一員。」。2012年6月，斯奎爾斯作為NEEMO 16號任務的船員搭乘寶瓶座號，任務於2012年6月11日開始，歷時12天。
斯奎爾斯也為好奇號漫遊車上的中子反照率動態探測器（DAN）做出貢獻。

### 火星科學實驗室
斯奎爾斯在接受採訪時說，他不會擔任2011年啟動的火星科學實驗室的首席研究員，因為他不想再次長期遠離家人（如火星探測車任務期間發生的情況）。

## 外部連結
- Cornell Astronomy Dept. （页面存档备份，存于）
- C-SPAN內的頁面（英文）
- 史蒂夫·斯奎爾斯的X（前Twitter） []
- Scientific American: Father of Spirit and Opportunity （页面存档备份，存于） With the success of twin rovers on the Red Planet, Steven W. Squyres and his team are showing how to conduct robotic missions—and setting the stage for human exploration
- Mars Exploration Rovers （页面存档备份，存于）
- Squyres bio at Zip Code Mars page
- Mars Exploration Rovers Mission Update blog （页面存档备份，存于）
- Squyres receives Benjamin Franklin Medal for Mars Rover leadership; meanwhile, rovers keep proving their mettle （页面存档备份，存于）, Cornell Chronicle (20 March 2007)
- Video of Steve Squyres discussing the Spirit and Opportunity missions （页面存档备份，存于）
- Arizona State University presents Shoemaker Award to NASA's MER chief scientist （页面存档备份，存于）
- Steve Squyres talks about space exploration with Stephen Colbert on June 7, 2006. （页面存档备份，存于）
- Steven Squyres speaks at National Portrait Gallery about his role in launching uncrewed missions to Mars （页面存档备份，存于）